# سان فرناندو دي هيناريس
سان فرناندو دي هيناريس (بالإنجليزية: San Fernando de Henares)‏ هي بلدية ومدينة في منطقة الحكم الذاتي وتقع في منطقة مدريد في وسط إسبانيا. تبلغ مساحة هذه المدينة 39.29 (كم²)، ويبلغ عدد سكانها 41380 نسمة حسب إحصاء سنة 2011 م.

## توأمة
لسان فرناندو دي هيناريس اتفاقيات توأمة مع كل من:
- فاسلوي
- رام الله

## وصلات خارجية
- الموقع الرسمي